# Saison 1971-1972 de la LHJMQ
Saison précédente Saison suivante
La saison 1971-1972 est la troisième saison de hockey sur glace de la Ligue de hockey junior majeur du Québec. Les Royals de Cornwall remportent la Coupe du président en battant en finale les Remparts de Québec.

## Contexte
Le National de Rosemont déménage à Laval et devient le National de Laval.

## Saison régulière

### Classement
| Clt | Équipe                    | PJ | V  | D  | N | BP  | BC  | Pts |
| --- | ------------------------- | -- | -- | -- | - | --- | --- | --- |
| 1   | Royals de Cornwall        | 62 | 47 | 13 | 2 | 361 | 182 | 96  |
| 2   | Rangers de Drummondville  | 62 | 42 | 18 | 2 | 304 | 239 | 86  |
| 3   | Remparts de Québec        | 62 | 39 | 21 | 2 | 349 | 262 | 80  |
| 4   | Éperviers de Sorel        | 62 | 38 | 24 | 0 | 287 | 224 | 76  |
| 5   | Bruins de Shawinigan      | 61 | 34 | 24 | 3 | 290 | 208 | 71  |
| 6   | Castors de Sherbrooke     | 62 | 29 | 31 | 2 | 301 | 294 | 60  |
| 7   | Ducs de Trois-Rivières    | 62 | 27 | 31 | 4 | 249 | 252 | 58  |
| 8   | Maple Leafs de Verdun     | 61 | 20 | 40 | 1 | 252 | 366 | 41  |
| 9   | Alouettes de Saint-Jérôme | 62 | 16 | 46 | 0 | 262 | 422 | 32  |
| 10  | National de Laval         | 62 | 9  | 53 | 0 | 224 | 430 | 18  |

- En gras : champion de la saison régulière
- En italique : qualifié pour les séries

### Meilleurs pointeurs
| Joueur               | Équipe        | PJ | B  | A  | Pts | Pun |
| -------------------- | ------------- | -- | -- | -- | --- | --- |
| Jacques Richard      | Québec        | 61 | 71 | 89 | 160 | 100 |
| Noël Desfossés       | Sorel         | 62 | 56 | 77 | 133 | 26  |
| Dennis Desgagnés     | Sorel         | 62 | 38 | 93 | 131 | 52  |
| Gerry Teeple         | Cornwall      | 56 | 57 | 71 | 128 | 24  |
| Maurice Desfossés    | Saint-Jérôme  | 60 | 51 | 61 | 112 | 116 |
| Claude Saint-Sauveur | Sherbrooke    | 60 | 53 | 58 | 111 | 97  |
| Denis Patry          | Drummondville | 62 | 55 | 56 | 111 | 100 |
| Réjean Giroux        | Québec        | 57 | 58 | 51 | 109 | 99  |
| Johnny Martin        | Shawinigan    | 61 | 52 | 57 | 109 | 50  |
| Richard Grenier      | Verdun        | 61 | 46 | 56 | 102 | 83  |

## Séries éliminatoires
Huit équipes jouent les séries éliminatoires à l'issue desquelles la vainqueur remporte la Coupe du président.
|  | Quarts de finale | Quarts de finale         | Quarts de finale | Quarts de finale     |   |                          | Demi-finales | Demi-finales | Demi-finales | Demi-finales |  |  | Finale | Finale | Finale | Finale |
|  |                  |                          |                  |                      |   |                          |              |              |              |              |  |  |        |        |        |        |
|  |                  |                          |                  |                      |   |                          |              |              |              |              |  |  |        |        |        |        |
|  |                  |                          |                  |                      |   |                          |              |              |              |              |  |  |        |        |        |        |
|  | 1                | Royals de Cornwall       | 8                | 8                    |   |                          |              |              |              |              |  |  |        |        |        |        |
|  | 1                | Royals de Cornwall       | 8                | 8                    |   |                          |              |              |              |              |  |  |        |        |        |        |
|  | 8                | Maple Leafs de Verdun    | 0                | 0                    |   |                          |              |              |              |              |  |  |        |        |        |        |
|  | 8                | Maple Leafs de Verdun    | 0                | 0                    | 1 | Royals de Cornwall       | 8            | 8            |              |              |  |  |        |        |        |        |
|  |                  |                          |                  |                      | 1 | Royals de Cornwall       | 8            | 8            |              |              |  |  |        |        |        |        |
|  |                  |                          | 5                | Bruins de Shawinigan | 2 | 2                        |              |              |              |              |  |  |        |        |        |        |
|  | 2                | Rangers de Drummondville | 5                | Bruins de Shawinigan | 2 | 2                        | 8            | 8            |              |              |  |  |        |        |        |        |
|  | 2                | Rangers de Drummondville |                  |                      |   |                          |              | 8            |              |              |  |  |        |        |        |        |
|  | 7                | Ducs de Trois-Rivières   | 2                | 2                    |   |                          |              |              |              |              |  |  |        |        |        |        |
|  | 7                | Ducs de Trois-Rivières   | 2                | 2                    | 1 | Royals de Cornwall       | 9            | 9            |              |              |  |  |        |        |        |        |
|  |                  |                          |                  |                      | 1 | Royals de Cornwall       | 9            | 9            |              |              |  |  |        |        |        |        |
|  |                  |                          | 3                | Remparts de Québec   | 5 | 5                        |              |              |              |              |  |  |        |        |        |        |
|  | 3                | Remparts de Québec       | 3                | Remparts de Québec   | 5 | 5                        | 8            | 8            |              |              |  |  |        |        |        |        |
|  | 3                | Remparts de Québec       |                  |                      |   |                          |              |              |              |              |  |  |        |        |        |        |
|  | 6                | Castors de Sherbrooke    | 0                | 0                    |   |                          |              |              |              |              |  |  |        |        |        |        |
|  | 6                | Castors de Sherbrooke    | 0                | 0                    | 2 | Rangers de Drummondville | 0            | 0            |              |              |  |  |        |        |        |        |
|  |                  |                          |                  |                      | 2 | Rangers de Drummondville | 0            | 0            |              |              |  |  |        |        |        |        |
|  |                  |                          | 3                | Remparts de Québec   | 8 | 8                        |              |              |              |              |  |  |        |        |        |        |
|  | 4                | Éperviers de Sorel       | 3                | Remparts de Québec   | 8 | 8                        | 0            | 0            |              |              |  |  |        |        |        |        |
|  | 4                | Éperviers de Sorel       |                  |                      |   |                          |              | 0            |              |              |  |  |        |        |        |        |
|  | 5                | Bruins de Shawinigan     | 8                | 8                    |   |                          |              |              |              |              |  |  |        |        |        |        |
|  | 5                | Bruins de Shawinigan     | 8                | 8                    |   |                          |              |              |              |              |  |  |        |        |        |        |
|  |                  |                          |                  |                      |   |                          |              |              |              |              |  |  |        |        |        |        |

## Équipes d'étoiles
La ligue sélectionne deux équipes d'étoiles.

### Première équipe
- Gardien de but : Richard Brodeur, Royals de Cornwall
- Défenseur gauche : Guy Provost, Rangers de Drummondville
- Défenseur droit : Richard Campeau, Éperviers de Sorel
- Ailier gauche : Claude Saint-Sauveur, Castors de Sherbrooke
- Centre : Jacques Richard, Remparts de Québec
- Ailier droit : Réjean Giroux, Remparts de Québec
- Entraîneur : Orval Tessier, Royals de Cornwall

### Deuxième équipe
- Gardien de but : Denis Herron, Ducs de Trois-Rivières
- Défenseur gauche : Denis Deslauriers, Bruins de Shawinigan
- Défenseur droit : Jean Hamel, Rangers de Drummondville
- Ailier gauche : Noël Desfossés, Éperviers de Sorel
- Centre : Gerry Teeple, Royals de Cornwall
- Ailier droit : Maurice Desfossés, Alouettes de Saint-Jérôme
- Entraîneur : Ghislain Delage, Éperviers de Sorel

## Trophées
Deux récompenses collectives et quatre individuelles sont décernées.

### Récompenses collectives
- Coupe du président (champions des séries éliminatoires) : Royals de Cornwall
- Trophée Jean-Rougeau (champions de la saison régulière) : Royals de Cornwall

### Récompenses individuelles
- Trophée Jean-Béliveau (meilleur pointeur) : Jacques Richard, Remparts de Québec
- Trophée Jacques-Plante (meilleure moyenne de buts encaissés) : Richard Brodeur, Royals de Cornwall
- Trophée Michel-Bergeron (meilleur recrue) : Bob Murray, Royals de Cornwall
- Trophée Frank-J.-Selke (meilleur gentilhomme) : Gerry Teeple, Royals de Cornwall